# Рейнварден

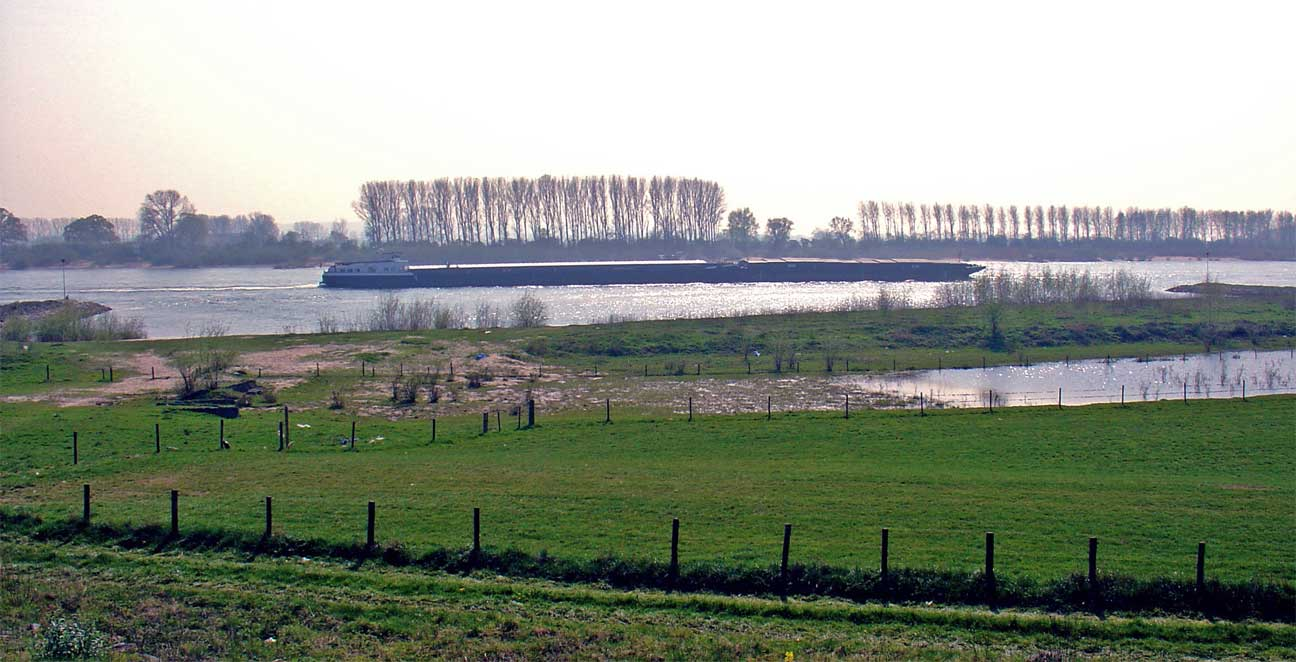
Рейн у Spijk

Рейнварден (нидерл. Rijnwaarden) — бывшая община провинции Гелдерланд на востоке Нидерландов. Расположена на р. Рейн. После реорганизации общин 1 января 2018 года территория общины вошла в общину Зевенар.
Площадь — 44,86 км² (из которых 8 км² водная поверхность).
Население на 1.04.2017 составляло 10 849 жителей.
Создана в 1985 году из нескольких общин, в её состав входили деревни Хервен, Ардт, Паннерден, Лобит, Спейк, Толкамер с прилегающими территориями.

### Топография

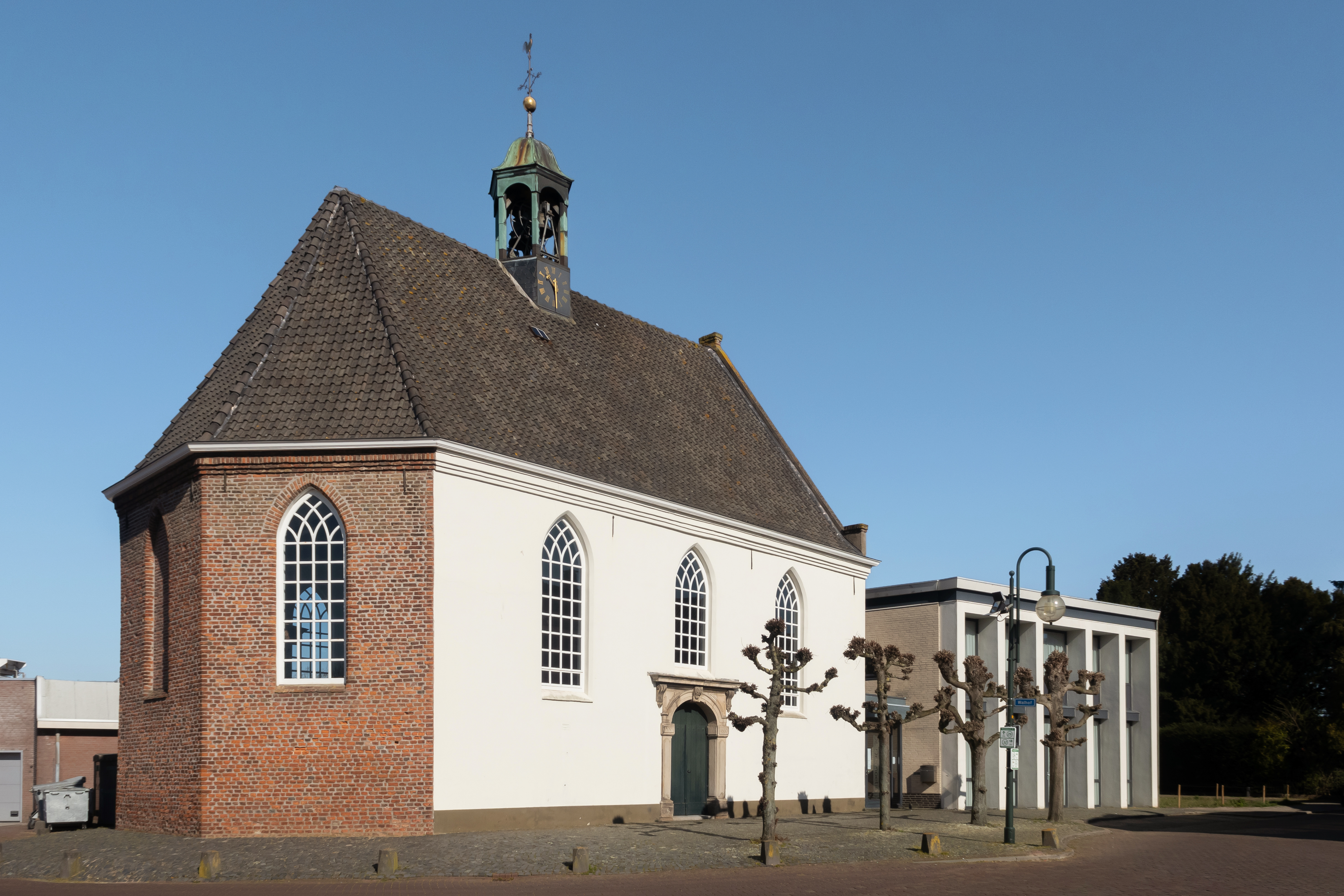
Lobith, реформистская церковь
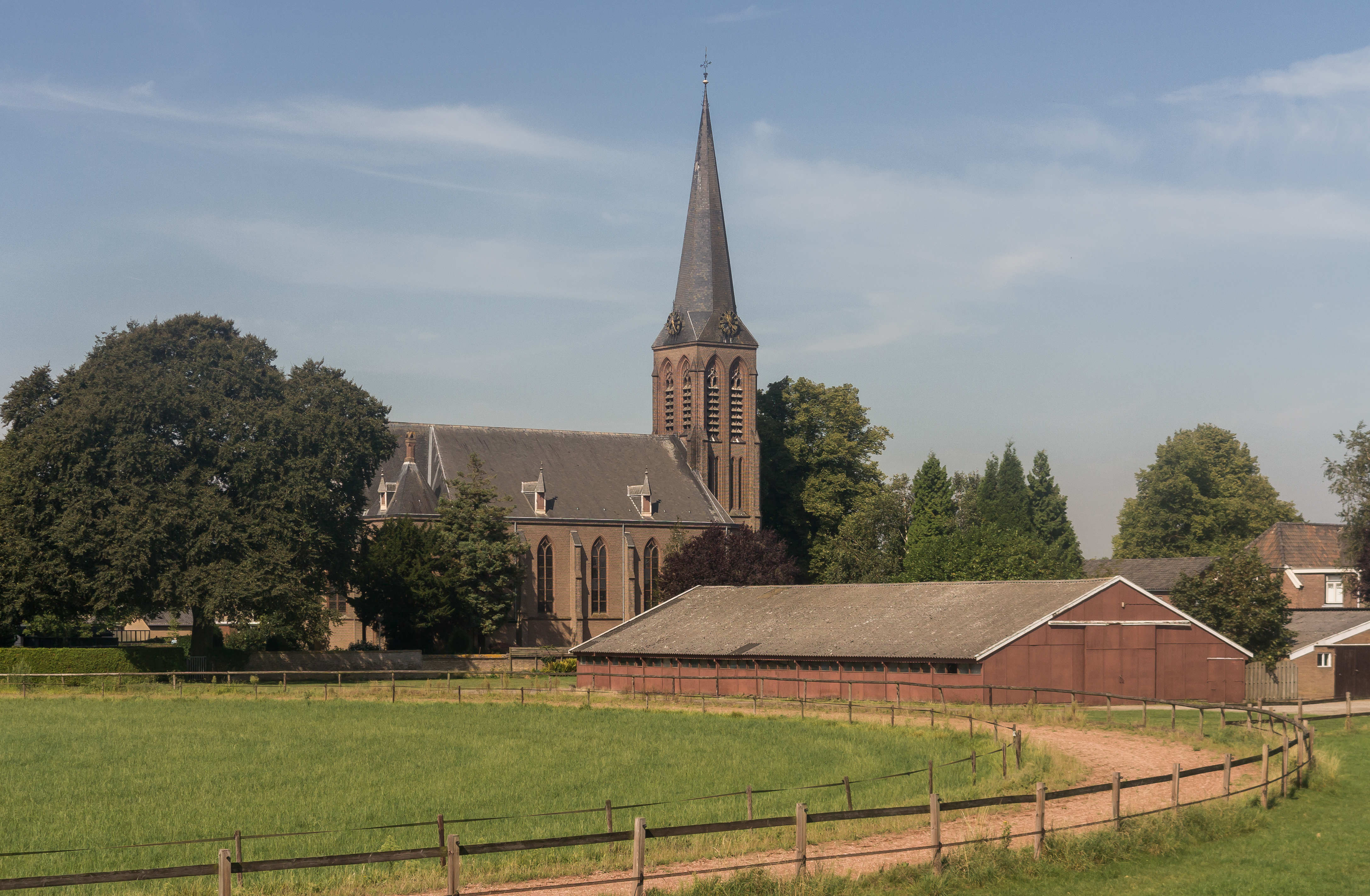
Хервен, Церковь св. Мартина
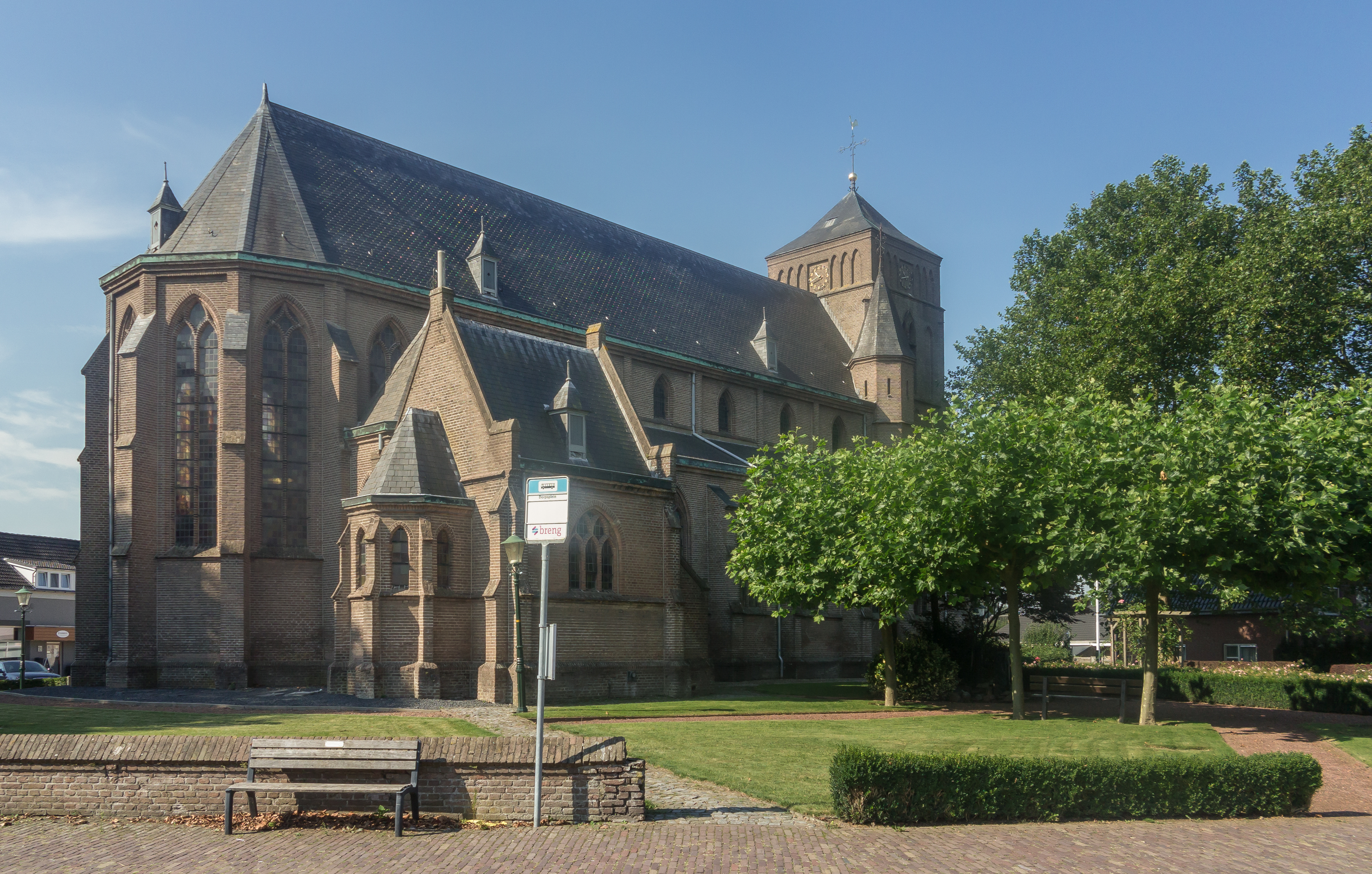
Паннерден, Церковь св. Мартина
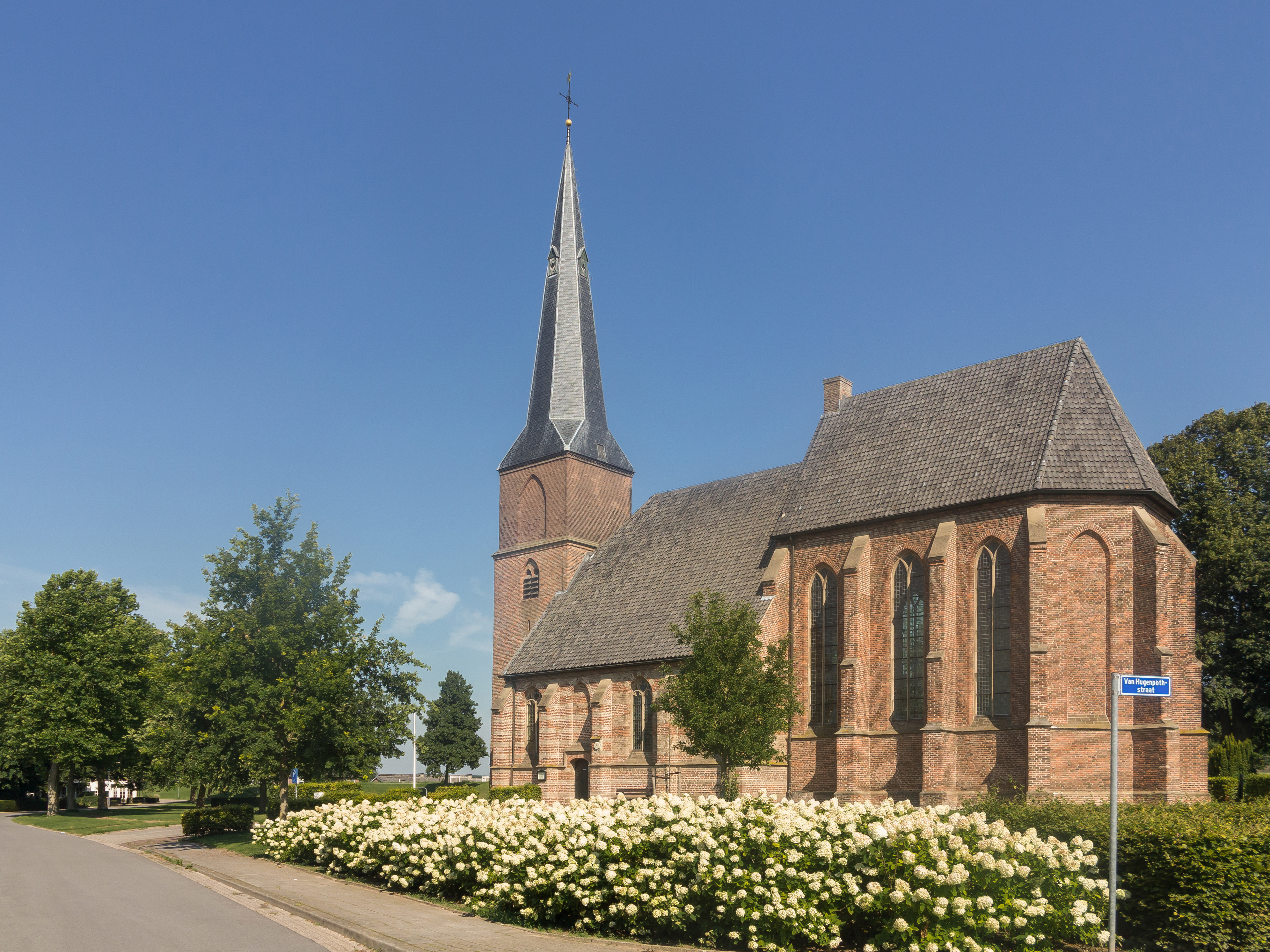
Ардт, реформистская церковь